# ورسانت آبجکت دتابس
وی‌اودی (انگلیسی: Versant Object Database) شرکت نرم‌افزار آمریکایی است، که در سال ۲۰۱۷ تأسیس شد.